# Хронологија инвазије Русије на Украјину (март 2022)
Овај чланак обухвата дешавања која су се догодила у марту 2022. године, за време инвазије Русије на Украјину.

## Хронологија

### 1. март
Дана 1. марта, више од 70 украјинских војника погинуло је након што је руска артиљерија погодила војну базу у Охтирки, граду између Харкова и Кијева. Руска ракета је касније погодила зграду регионалне администрације на Тргу слободе, убивши најмање десет цивила, а ранивши још 35. На југу Украјине, град Херсон је нападнут од стране руских снага.
Након што је руско министарство одбране објавило да ће погодити мете како би зауставило „информационе нападе“, пројектили су погодили инфраструктуру за емитовање примарних телевизијских и радио предајника у Кијеву.

### 2. март
Дана 2. марта, Украјинска војска пријавила је напад руских падобранаца на северозападни Харков, где је нападнута војна болница. Украјински саветник Алексеј Арестович рекао је да су украјинске снаге по први пут прешле у офанзиву, напредујући на Хорливку.
Руске трупе су заузеле град Херсон, започевши војну окупацију града и области.

### 3. март
Сергеј Лавров, руски министар спољних послова, оптужио је НАТО и ЕУ да желе да започну нуклеарни рат и упозорио да би „Трећи светски рат био нуклеарни и деструктиван“.
Током друге рунде преговора 3. марта, Русија и Украјина су се договориле да отворе хуманитарне коридоре за евакуацију цивила.
Немачко савезно министарство за економска питања одобрило је Украјини испоруку 2.700 ракета земља-ваздух.
Зеленски је саопштио да су први међународни добровољци стигли у Украјину да се боре против руских снага. Он је додао да Украјина редовно добија оружје од западних земаља.

### 4. март
Генерални секретар НАТО-а Јенс Столтенберг је одбио захтев Украјине да се затвори небо изнад те земље 4. марта, наводећи да би то довело до правог оружаног сукоба са Русијом. Руске трупе су погодиле школу у Житомиру.

### 5. март
Русија је 5. марта најавила примирје како би 200.000 цивила напустило Маријупољ, у коме није било воде ни струје. Убрзо након тога, примирје је окончано тако што су се две стране међусобно оптуживале за кршење примирја. Међународни аеродром у Виници је погођен 6. марта, па је Зеленски поново замолио НАТО да затвори небо изнад Украјине, Међутим, молба је поново одбијена.

### 7. март
Дана 7. марта, објављено је да су Руске снаге убиле градоначелника Хостомела, Јурија Прилипка. Гувернер Николајевске области Виталиј Ким је саопштио да су Украјинске снаге ослободиле међународни аеродром у Николајеву .

### 8. март
Дана 8. марта је још један покушај евакуације цивила из Маријупоља био неуспешан, а Украјина је поново оптужила Русију за бомбардовање коридора за евакуацију. Са друге стране, цивили су успели да се евакуишу из Сумија, што је прва таква евакуација у оквиру споразума између Украјине и Русије о хуманитарним коридорима.

### 9. март
Пољска је 9. марта понудила да Сједињеним Државама бесплатно пребаци сва своја 23 борбена авиона МиГ-29 и испоручи их у ваздухопловну базу Рамштајн у Немачкој, како би их САД потом испоручиле Украјини. САД су одбациле предлог, а Пентагон је прогласио предлог Пољске „неодрживим“.

### 10. март
Турска је била домаћин трилатералног састанка министара иностраних послова у Анталији 10. марта. Дмитро Кулеба, украјински министар спољних послова, описао је свој састанак са Лавровом као тежак и рекао да није дао резултат. Министарство одбране Русије саопштило је да ће руске снаге отварати хуманитарне коридоре за Русију сваког дана од 10:00.
Високи званичник америчког Министарства одбране рекао је да је западно од Кијева руска војска напредовала за око 5 km (3,1 mi) ближе центру Кијева, у близини аеродрома Хостомел. Колона која је напредовала са истока била је у међувремену 40 km удаљена од Кијева. Такође је рекао да је Чернигов сада „изолован“. Украјинске снаге су направиле заседу руској колони у Броварском округу и натерале је да се повуче након што су уништиле неколико тенкова и убиле команданта тенка.
Беспилотна летелица из времена Совјетског Савеза се срушила у Загребу, главном граду Хрватске. Претходно је прешла преко ваздушног простора Румуније, Мађарске и потом ушла у Хрватску до тренутка нестанка горива и пада.

### 11. март
Руске ракете су погодиле аеродроме у Ивано-Франкивску и Луцку 11. марта. Пројектили су погодили и Дњепропетровск, убивши једног цивила, док је руско Министарство одбране саопштило да је онеспособило војну базу на међународном аеродрому Ивано-Франкивск. Борбе су се током дана појачале на североистоку и истоку Кијева. Руски тенк је гранатирао дом за старе у Кремини, убивши 56 особа.

### 12. март
Дана 12. марта, Дмитро Кулеба је оптужио руску владу да планира намештени референдум у Херсону за стварање Херсонске Народне Републике, која би имала власт наклоњену Русији. Украјински званичници су истог дана оптужили Русију за употребу фосфорних бомби у Попасни. Манастир Свјатохирска лавра је оштећен у руском бомбардовању.

### 13. март
Дана 13. марта, Руске снаге су бомбардовале Међународни центар за очување мира и безбедности Јаворив (војну базу коју украјинска војска користи за одржавање већине својих вежби са земљама НАТО-а) са више од 30 пројектила, према речима гувернера Лавовске области Максима Козицког. Касније је саопштио да је 35 људи убијено, а 134 рањено, док је руско Министарство одбране навело да је убијено до 180 неукрајинских плаћеника и да је уништено много оружја које су друге нације испоручиле Украјини. Ово је био најзападнији удар Русије од почетка рата. Такође се навело да је погођен још један украјински војни објекат, док је градоначелник Ивано-Франкивска изјавио да је градски аеродром поново погођен.

### 14. март
Денис Пушилин, лидер ДНР, рекао је 14. марта да је ДНР оборила украјинску ракету „Точка-У” изнад града Доњецка, али је центар града погођен фрагментима ракете. Руско Министарство одбране саопштило је да су погинула 23 цивила. Украјинска војска је међутим рекла да иза напада стоје руске снаге. У знак одмазде, руско Министарство одбране је обећало да ће предузети кораке да уништи опрему украјинске одбрамбене индустрије. Такође је речено да Русија зна локације свих „страних плаћеника у Украјини“ и да ће руске снаге наставити да их прецизно погађају.
Према речима гувернера Ривненске области Виталија Коваља, руски ракетни удар погодио је торањ за телекомуникације у селу Антопи. Ковал је касније изјавио да је убијен 21 цивил, а девет је рањено. Гувернер Дњепропетровске области Валентин Резниченко изјавио је да је руско бомбардовање међународног аеродрома "Дњепар" уништило писту и оштетило терминал.
Цивили су први пут успели да се евакуишу из Маријупоља.

### 15. март
Руско Министарство одбране је 15. марта саопштило да су руске снаге преузеле потпуну контролу над Херсонском облашћу и да је за 24 сата оборено шест дронова Бајрактар ТБ2. Руски десантни бродови су се приближили обали Одесе.
Истог дана, премијери Чешке, Словеније и Пољске и заменик премијера Пољске су посетили Кијев и састали се са Зеленским како би показали подршку Украјини.

### 16. март
Амбасада САД у Кијеву известила је 16. марта да су руске снаге убиле 10 особа које су стајале у реду за хлеб у Чернигову, иако није пружила доказе. Касније су други извори објавили видео снимке на друштвеним мрежама који показују наводне последице.
Андриј Јермак, шеф кабинета председника Украјине, касније је известио да су руске снаге ослободиле градоначелника Мелитопоља Ивана Федорова.
Регионално драмско позориште у Маријупољу, у коме се налазило око 1.000 цивила, бомбардовано је касније тог дана. На два места изван позоришта, на бетону, великим словима је исписана је реч „дети” (прев. деца) је била исписана у покушају да се објекат идентификује као цивилно склониште од ваздушних напада у којем се налазе деца, а не као војни циљ.

### 17. март
Током 17. марта, градови Рубижне и Изјум су пали под контролу Русије. У Маријупољу је настављена евакуација цивила који су својим путничким аутомобилима покушали да напусте град.

### 18. март
Руска артиљерија је погодила украјинску војну касарну у Николајеву 18. марта, где је било стационирано око 200 војника. Једна особа је преживела напад и извучена је из рушевина наредног дана.

### 19. март
Дана 19. марта је погођена школа уметности у Маријупољу која је служила као склониште за око 400 цивила.

### 20. март
Дана 20. марта, потврђено је да су украјинске снаге убиле заменика команданта руске Црноморске флоте Андреја Палија. Око 11 сати увече, тржни центар Ретровил, који се налази у Кијеву (у Подилском округу) погођен је руском ракетом Калибар. У тржном центру се налазила опрема за украјинске снаге. У нападу је погинуло 8 људи.

### 22. март
Украјинска државна агенција одговорна за зону искључења у Чернобиљу саопштила је да су руске снаге уништиле нову лабораторију у нуклеарној електрани Чернобиљ 22. марта. Лабораторија је била отворена 2015. године и служила је за унапређење управљања и одлагања радиоактивог отпада.

### 23. март
Високи званичник одбране САД-а рекао је 23. марта да су украјинске снаге потиснуле руске снаге назад на линије фронта источно од Кијева. Званичник је додао да су руске снаге све активније у источном делу Украјине у области Донбаса, рекавши да „примењују много више енергије“ у областима Луганска и Доњецка.

### 24. март
Дана 24. марта, догодила се експлозија на десантном броду руске морнарице „Саратов" док је брод био усидрен у Бердјанску. Украјинске снаге су саопштиле да су гађале брод балистичком ракетом Точка-У, али узрок експлозије тек треба да буде проверен. Друга два десантна брода која су пратила пловило брзо су напустила луку, али је остало неразјашњено да ли су и они оштећени.

### 25. март
Украјинске снаге су извеле контранападе у источним деловима Кијева 25. марта, поново заузевши неке одбрамбене положаје и насеља као што је Лукјановка. Северозападно од престонице, борбе за Ирпињ су настављене, а већи део града је остао у украјинским рукама упркос непрекидној руској артиљеријској ватри. Русија су наставила да гађа војну и цивилну инфраструктуру у кампањи бомбардовања. истог дана, мета је био командни центар украјинског ваздухопловства у Виници у западно-централној Украјини.

### 26. март
Украјинска војска је известила 26. марта да је поново заузела град Тростјанец у Сумској области. Украјински контранапад је такође настављен источно од Харкова, што је довело до ослобађања неколико насеља, попут села Вилхивка. Руски ракетни удари такође су гађали индустријске и војне објекте, укључујући складишта горива и фабрику за поправку радија у Лавову, у западној Украјини, погодивши град први пут у току инвазије.
Напад се поклопио са тренутком када је амерички председник Бајден држао говор у Варшави, главном граду суседне Пољске, у којем је обећао сталну подршку Украјини и рекао да председник Путин не може да „остане на власти“. Бела кућа је касније појаснила да то није био позив на промену режима у Русији.

### 27. март
Руска војска је 27. марта наставила ракетне ударе широм Украјине, укључујући градове Луцк, Харков, Житомир и Ривне, док је Маријупољ поново био изложен континуираном гранатирању. Званичници украјинске одбране известили су да су руске снаге , тачније њихова копнена офанзива , углавном заустављена – они покушавају да се прегрупишу и успоставе „коридор“ око Кијева како би блокирали путеве снабдевања ка престоници.
Начелник обавештајне службе одбране Украјине, бригадни генерал Кирило Буданов, изјавио је да су напори Русије да збаци украјинску владу пропали и да Путин сада покушава да подели Украјину по „корејском сценарију“. Зеленски је рекао у интервјуу руским независним новинарима да је његова влада спремна да прихвати неутрални, ненуклеарни статус као део мировног споразума са Русијом, али да би сваки споразум захтевао одобрење на националном референдуму.

### 28. март
Украјинска војска је 28. марта саопштила да су у претходна 24 сата оборена четири руска авиона, један хеликоптер, две беспилотне летелице и две крстареће ракете. Борбе су настављене у Маријупољу, док су украјинске власти оптужиле Русију за присилну депортацију становништва, укључујући и децу, у Русију.

### 29. март
Украјински и руски преговарачи састали су се у Истанбулу на новој рунди разговора. Украјина је предложила усвајање неутралног статуса у замену за безбедносне гаранције у складу са чланом 5 НАТО-а. Предлози су такође укључивали 15-годишњи период консултација о статусу Крима који је анектиран од стране Русије и враћање свих руских снага на њихове положаје пре инвазије.
У касно вече 29. марта, локални званичници су известили о серији експлозија у близини руског града Белгорода, близу границе са Украјином. Како преноси ТАСС, гранатом испаљене са украјинске стране погођен је привремени руски војни камп, при чему су најмање четири особе рањене.

### 30. март
Локални званичници су пријавили константно гранатирање Чернигова као и подручја под контролом Украјине у региону Донбаса, укључујући Маријупољ, Маринку, Краснохоривку, Авдејевку, Лисичанск и друга насеља.

### 31. март
Међународни комитет Црвеног крста (енгл. ICRC) је у току дана известио да је хуманитарни конвој на путу да испоручи залихе помоћи и евакуише цивиле из опкољеног града Маријупоља. Заменица премијера Украјине Ирина Верешчук је касније у току дана изјавила да је дванаест украјинских камиона могло да испоручи хуманитарне залихе у Маријупољ, али су те залихе заплениле руске трупе.